# Universidad Nacional de Eurasia
La Universidad Nacional de Eurasia L.N. Gumilyov (en kazajo: Л.Н. Гумилев атындағы Еуразия ұлттық университеті; en ruso: Евразийский национальный университет имени Л.Н. Гумилёва) es una institución de educación superior y una de las principales universidades clásicas de Kazajistán. Tiene su sede en  y añadió el nombre del científico Lev Nikolayevich Gumilyov a su denominación oficial en su honor.

## Facultades
- Facultad de Tecnologías de la Información
- Facultad de Ciencias Exactas y Naturales
- Facultad de Ciencias Económicas
- Facultad de Filología
- Facultad de Derecho
- Facultad de Mecánica y Matemáticas
- Facultad de Periodismo y Ciencias Políticas
- Facultad de Transporte y Energía
- Facultad de Arquitectura y Construcción
- Facultad de Relaciones Internacionales
- Facultad de Física y Ciencias Técnicas
- Facultad de Ciencias Sociales
- Facultad de Historia
- Departamento Militar